# Cnemacantha muscaria
Cnemacantha muscaria is een vliegensoort uit de familie van de Lauxaniidae. De wetenschappelijke naam van de soort is voor het eerst geldig gepubliceerd in 1823 door Fallen.